# Попово (Оборницький повіт)
Попово (пол. Popowo, нім. Hinterfelde) — село в Польщі, у гміні Оборники Оборницького повіту Великопольського воєводства.
Населення — 96 осіб (2011).
У 1975-1998 роках село належало до Познанського воєводства.

## Демографія
Демографічна структура станом на 31 березня 2011 року:
|          | Загалом | Допрацездатний вік | Працездатний вік | Постпрацездатний вік |
| -------- | ------- | ------------------ | ---------------- | -------------------- |
| Чоловіки | 42      | 10                 | 28               | 4                    |
| Жінки    | 54      | 16                 | 25               | 13                   |
| Разом    | 96      | 26                 | 53               | 17                   |